# Síťové zabezpečení
Síťové zabezpečení (anglicky network security) jsou ustanovení a politiky – oprávnění (pravidla), které jsou zavedeny správcem sítě pro prevenci a kontrolu oprávněnosti přístupu (autorizace), zneužití, úpravě, nebo zamítnutí počítačové sítě v síti přístupných zdrojů (zařízení). Zabezpečení sítě zahrnuje oprávnění přístupu k datům v síti, který je řízen správcem sítě. Uživatelé si vyberou, nebo dostanou přiřazeny ID (identifikační číslo, přihlašovací jméno, atd…) a heslo nebo jiné ověřovací informace, které jim umožňují přístup k informacím a programům v rámci jejich pravomoci. Síťové zabezpečení zahrnuje celou řadu počítačových sítí, veřejných i soukromých, které jsou každodenně používány k provádění přenosů informací a komunikace mezi podniky, vládními organizacemi a soukromými osobami. Sítě mohou být nastavené jako soukromé, například v rámci firmy či v rámci domácnosti, nebo dále pak mohou být veřejné, které jsou otevřené pro přístup veřejnosti (například volné připojení v kavárnách). Zabezpečení sítě je zapojeno do organizace, podniku, nebo jiných typů organizací. Jak již název napovídá: Síťové zabezpečení zajišťuje sítě, stejně jako ochranu a dohled nad operacemi v nich prováděnými. Nejbezpečnějším a jednoduchým způsobem, jak chránit síť proti zneužití či zabránění přístupu neoprávněným uživatelům je tím, že zaheslujete síťové spojení, tedy každý kdo chce přistoupit (připojit) se k této síti se musí prokázat unikátním názvem (přihlašovací jméno, ID …) a k němu platným a odpovídajícím heslem.

## Koncepty zabezpečení sítě
Zabezpečení sítě začíná ověřením, obyčejně s uživatelským jménem a heslem. Vzhledem k tomu, že vyžaduje jen jeden prvek (uživatelské jméno a heslo) pro ověřování uživatele, je někdy nazýváno jednofaktorové ověření pravosti (anglicky one-factor authentication). Dvoufaktorová autentizace (anglicky two-factor authentication) je dvoufázové přihlašování, které přidává další úroveň zabezpečení – musíte prokázat nejen, že něco víte (uživatelské jméno a heslo), ale i že něco máte (např. bezpečnostní token nebo „dongle“, ATM, nebo mobilní telefon); třífaktorová autentizace (anglicky three-factor authentication) přidává další úroveň zabezpečení – protože osobní věci (jako telefon, karta, atd…) se dají snadno odcizit, používá se biometrie (např. otisk prstu, skenování sítnice a podobně).
Po úspěšném ověření firewall upraví politiku (pravidla) přístupu. Jedná se například o určení, které služby budou přístupné prostřednictvím sítě přihlášenému uživateli. Brána firewall pomáhá zabránit hackerům a škodlivému softwaru (například červům) v získání přístupu k počítači prostřednictvím sítě nebo Internetu. Brána firewall může rovněž zabránit tomu, aby počítač odesílal škodlivý software do jiných počítačů. I když je firewall efektivní složkou obrany, aby se zabránilo neoprávněnému přístupu, může tato složka selhat v kontrole potenciálně škodlivého obsahu, jako jsou počítačové červy a trojské koně, které jsou přenášeny přes síť. Antivirový program nebo systém prevence narušení (IPS/IDPS), které pomohou zjistit a potlačit účinek tohoto malwaru – například program Wireshark může také monitorovat síť a detekovat anomálie, které mohou být zaznamenány pro účely auditu a pro pozdější analýzu na vysoké úrovni.
Komunikace mezi dvěma počítači pomocí sítě může být šifrována k zachování soukromí.
Honeypot (česky hrnec medu) je návnada síťově dostupného zdroje pro útočníky, která zaznamená jejich činnost, může být nasazen v síti jako nástroj pro sledování a včasné varování. Techniky používané útočníky, kteří se pokoušejí narušit tyto síťové návnady jsou analyzovány během a po útoku, kvůli dohledu nad novými exploit technikami. Taková analýza může být použita pro další zpřísnění zabezpečení sítě a dalšímu testování pomocí návnady. Návnada může být využita k přesměrování útočníkovy pozornosti od legitimních serverů a přinutit ho plýtvat časem a energií k vedení útoku na falešný cíl. Podobně jako honeypot je honeynet síť s úmyslně nastavenými chybami v zabezpečení. Jejím cílem je také zmást útočníka, aby útočil na návnadu a jeho útoky se mohly zaznamenat a dále využít k zlepšení zabezpečení sítě. Honeynet obvykle obsahuje jeden nebo více honeypotů.

## Řízení bezpečnosti
Řízení bezpečnosti sítí je odlišná pro všechny druhy situací. Domácnosti nebo malé kanceláři může vyžadovat pouze základní zabezpečení, zatímco velké podniky mohou vyžadovat vysokou údržbu a pokročilý software a hardware, aby se zabránilo škodlivým útokům hackerů a rozesílaní/přijímání spamu.

### Typy útoků
Sítě jsou předmětem útoků ze škodlivých zdrojů. Útoky mohou být ze dvou kategorií: „Pasivní“ při kterém útočník zachytává data přenášená prostřednictvím sítě, a „Aktivní“, ve které útočník spouští příkazy za účelem narušit normální provoz sítě.
Druhy útoků zahrnují:
- Pasivní
  - wiretapping
  - Port scanner
  - Idle scan
- Aktivní
  - Denial of service attack
  - Spoofing
  - Man in the middle
  - ARP poisoning
  - Smurf attack
  - Buffer overflow
  - Heap overflow
  - Format string attack
  - SQL injection
  - cyber attack